# 日产贵士
日产贵士（Nissan Quest）是一款由日产汽车和福特汽车于1993年共同推出的多功能休旅車，2002年以后改为日产单独生产。